# Mormonia belloides
Mormonia belloides là một loài bướm đêm trong họ Noctuidae.